# Protoribates albidus
Protoribates albidus är en kvalsterart som först beskrevs av Ewing 1908.  Protoribates albidus ingår i släktet Protoribates och familjen Protoribatidae. Inga underarter finns listade i Catalogue of Life.